# Acapella (medicina)
L'acapella è un dispositivo manuale di ridotte dimensioni usato come ausilio alla fisioterapia respiratoria per facilitare la mobilizzazione delle secrezioni delle vie aeree, brevetto della DHD Healthcare. Funziona tramite l'applicazione di una pressione espiratoria positiva, come altri dispositivi simili (PEP mask) associandovi delle vibrazioni endobronchiali, come il Flutter. Trova impiego nella terapia di supporto a bronchiectasie, fibrosi cistica e broncopneumopatia cronica ostruttiva e nella riabilitazione a seguito di interventi di chirurgia toracica.